# Reithrodontomys montanus
Reithrodontomys montanus és una espècie de mamífer rosegador de la família dels cricètids. Viu a altituds d'entre 84 i 1.920 msnm a Mèxic i els Estats Units. S'alimenta d'insectes, llavors i herbes. El seu hàbitat natural són els herbassars oberts. És una espècie en risc mínim, és a dir, no sembla que hi hagi cap amenaça significativa per a la seva supervivència. El seu nom específic, montanus, significa ‘muntanyenc’ en llatí.